# Sa Pa
Pour l’article ayant un titre homophone, voir SAPA.
 (décembre 2018).

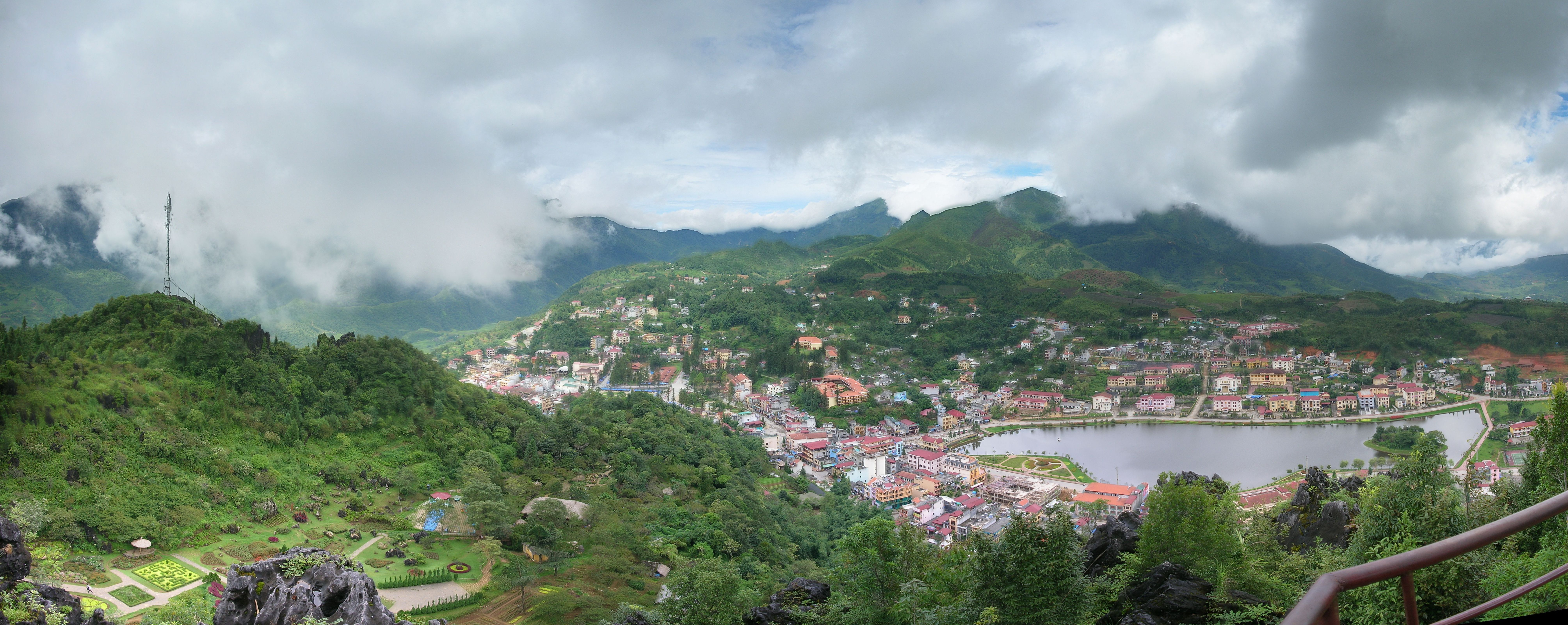
Vue du lac et de la ville coloniale ; au premier plan le relai hertzien et le jardin botanique.

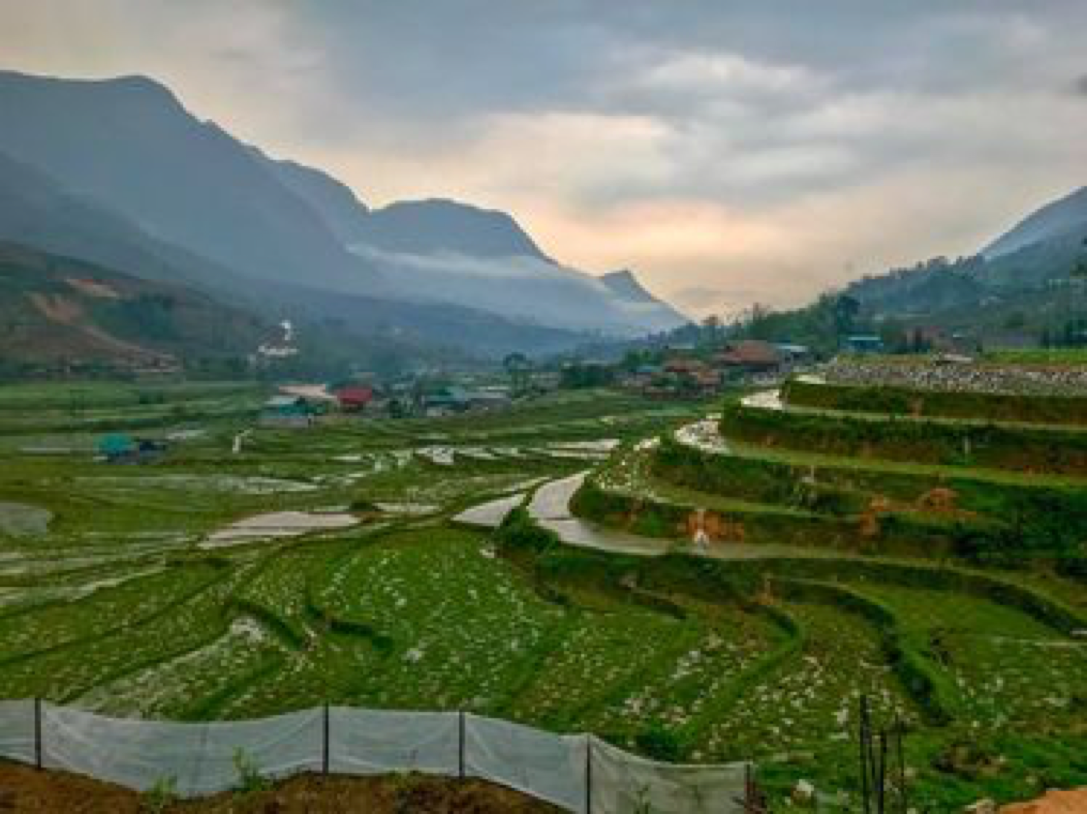
Rizières en terrasses près la ville de Sa Pa, Vietnam.

Sapa ou Sa Pa (jadis Chapa) est une ville du Nord Ouest du Viêt Nam dans la province de Lào Cai proche de la frontière chinoise. chef-lieu du district du même nom à 350km de Hanoi. Sapa se caractérise par la présence de nombreuses minorités ethniques du Vietnam, ainsi qu’un paysage naturel exceptionnel.
La ville et le marché de Sa Pa,  se trouvent à 1 500 mètres d’altitude sur un affluent du fleuve Rouge (Sông Hông).
Sa Pa était jadis un lieu isolé, avec des cultures en terrasses mais les autorités coloniales françaises y fondèrent un poste militaire et une mission catholique au tournant du XXe siècle. Une station d’altitude coloniale (hill station) y fut ensuite active durant près de cinquante ans. 
Sa Pa est actuellement un point d'attraction touristique dans la haute région du nord Viêt Nam. Sa Pa est aujourd'hui gravement menacé par l'afflux trop important de visiteurs et donc commence à étouffer sous la trop forte pression du tourisme de masse, le risque étant de voir potentiellement décliner la culture des ethnies locales.
De plus, actuellement au début 2022, le site des pierres gravées de Sa Pa (les pétroglyphes) est inscrit sur la liste indicative du patrimoine mondial de l'Humanité de l'UNESCO.

## Histoire de Sapa
Vers la fin du XIXe siècle, avec la mise en service du lien ferroviaire reliant Hải Phòng à Lào Cai, les montagnards de la région de Sa Pa commencèrent à voir arriver divers groupes participant au projet colonial. Il y eut la mise sur pied d’un poste militaire, puis on vit s'ériger une petite agglomération autour d'un établissement sanitaire, le sanatorium militaire, dont la première construction date de 1913. Afin d’établir cette agglomération sur le site le plus favorable, un hameau hmong nommé Sa Pa fut rasé et ses habitants poussés à se fixer plus loin en amont (aujourd'hui Sin Chai). À Sa Pa, le noyau de la nouvelle agglomération civile fut installé, tandis que le camp militaire proprement dit, dont des ruines sont encore visibles aujourd’hui, fut installé lui sur un promontoire à trois kilomètres au nord-ouest. Pour fournir en denrées de première nécessité les militaires et le personnel médical en poste, ainsi que les officiers convalescents, quelques colons français accompagnés de personnel vietnamien se joignirent à ce noyau dès 1909.

### Les pétroglyphes de sapa
Philippe Le Failler, Maitre de conférence à l'Ecole française d'extrême-orient, met en évidence une richesse culturelle de Sapa  liée à la présence de pétroglyphes,. En effet, il décrit que sur les versants de la vallée de Mường Hoa, en contrebas de Sapa, se trouvent plus de 200  pétroglyphes (pierres gravées),. Il associe une partie d’entre eux à de la cartographie gravée .
"La caractéristique des gravures tient à une représentation anthropisée du paysage avec une figuration des rizières, un parcellaires des cultures, des réseaux viaires et hydrauliques, ainsi que des implantations humaines. Cette cartographie sur roche de l’espace agro-montagnard n’a pas d’équivalent en Asie du Sud-Est. Elle dévoile les modes d’implantation humaine sédentaire (ou non) et d’exploitation du milieu, mais aussi les caractéristiques des hameaux et villages, autant d’éléments qui peuvent nous permettre d’en saisir l’état démographique, économique et social",.

Pétroglyphes
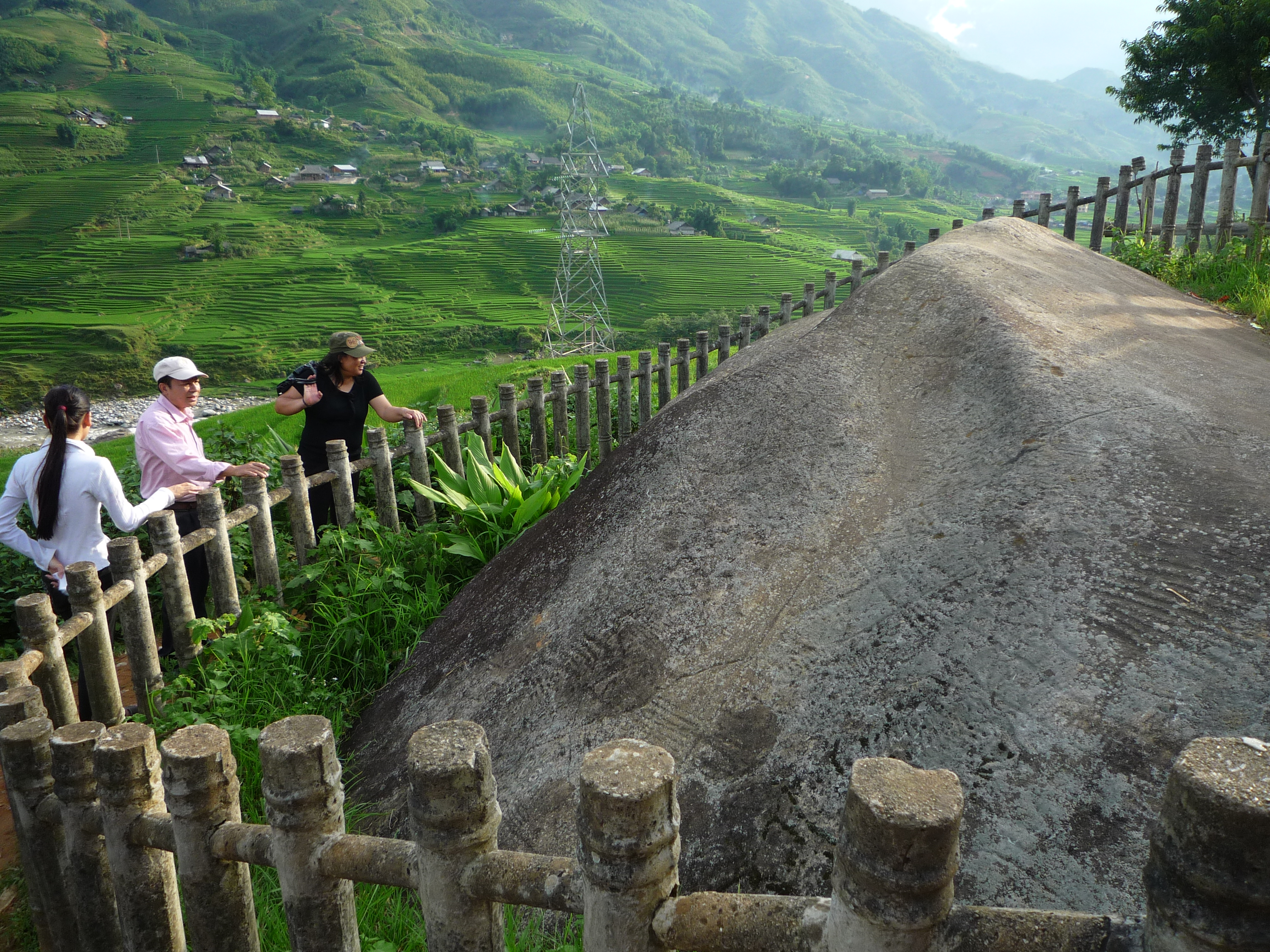
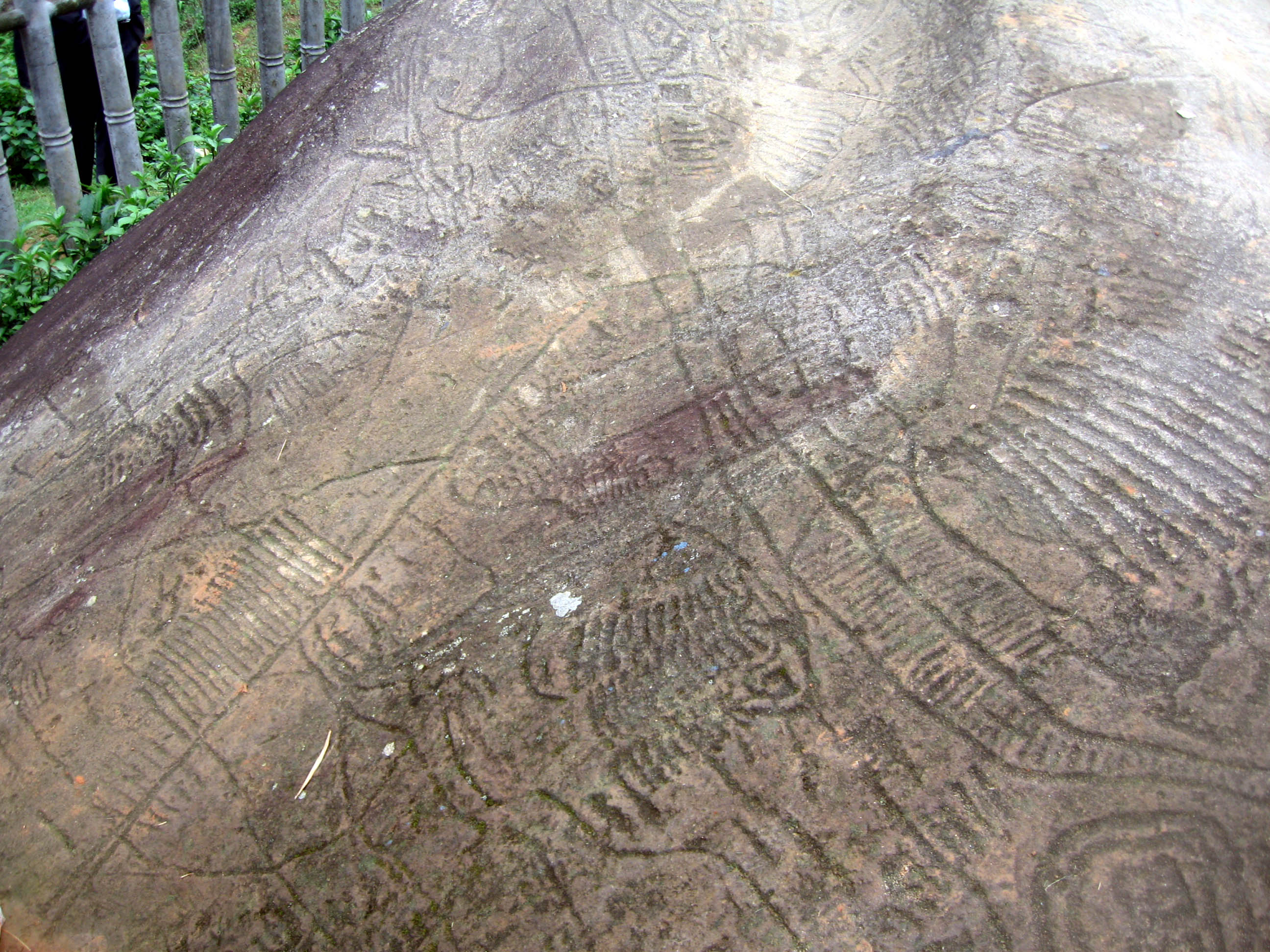
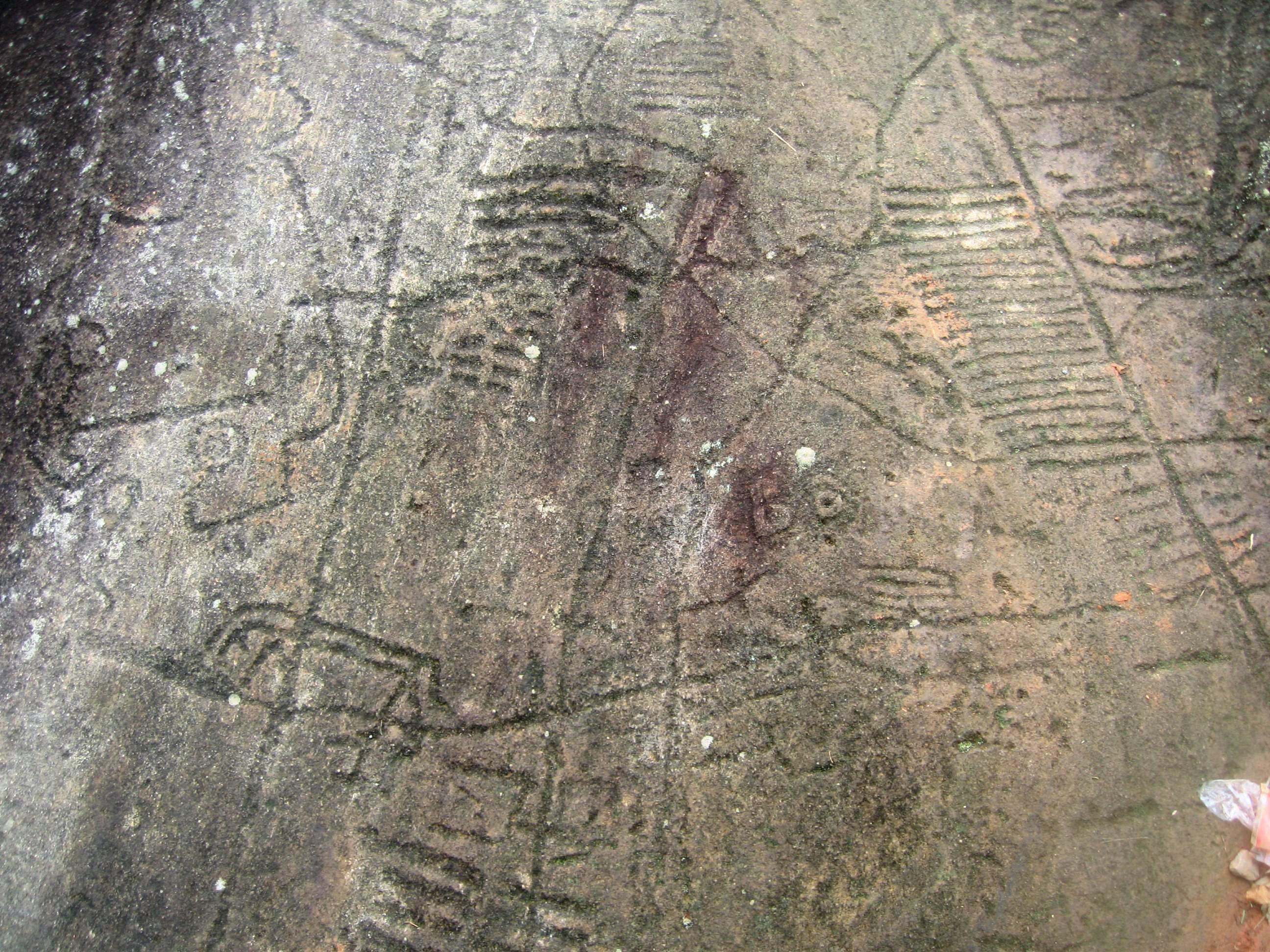

#### Sapa station d'altitude

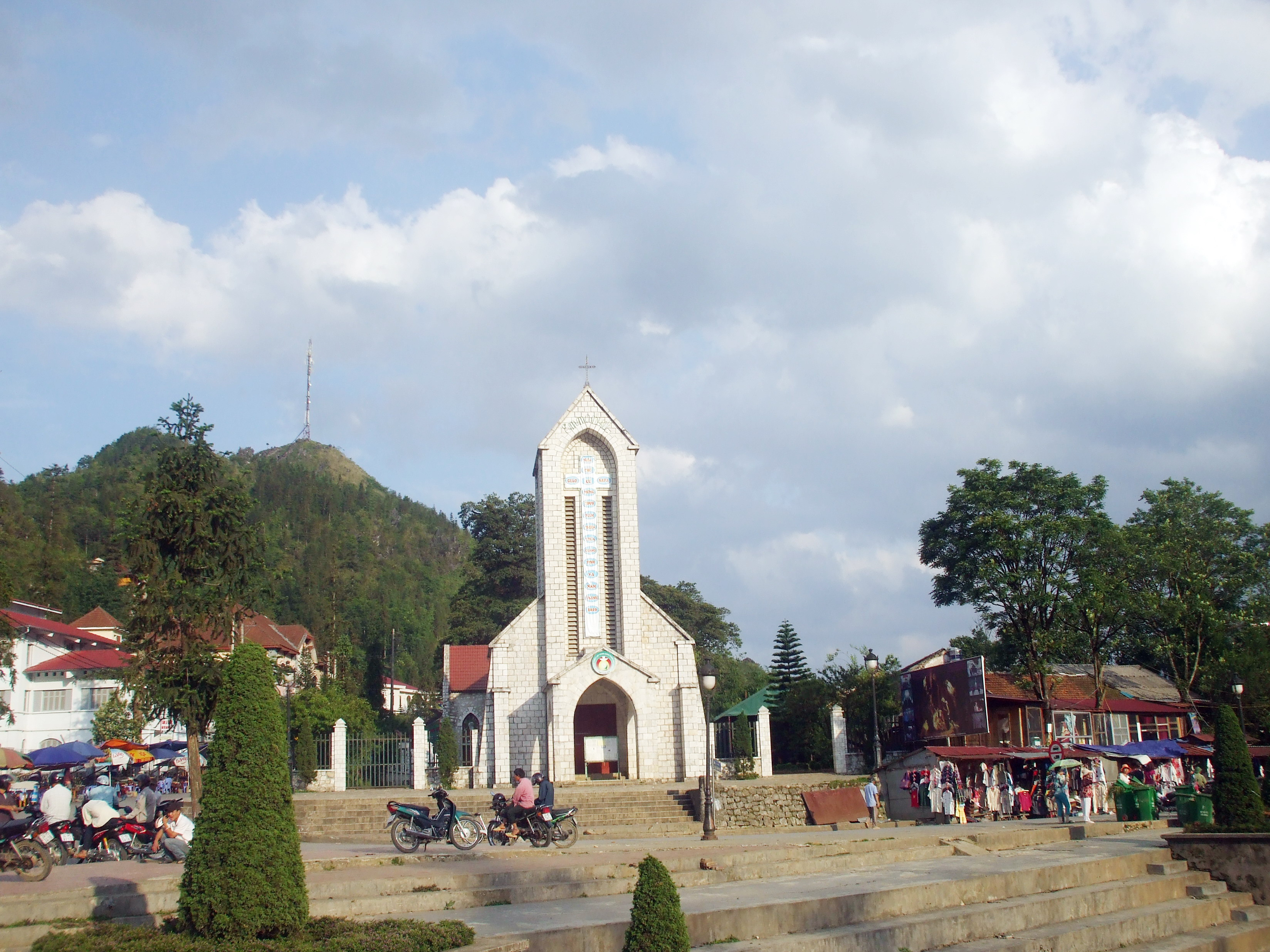
Vue de l'église de Sa Pa

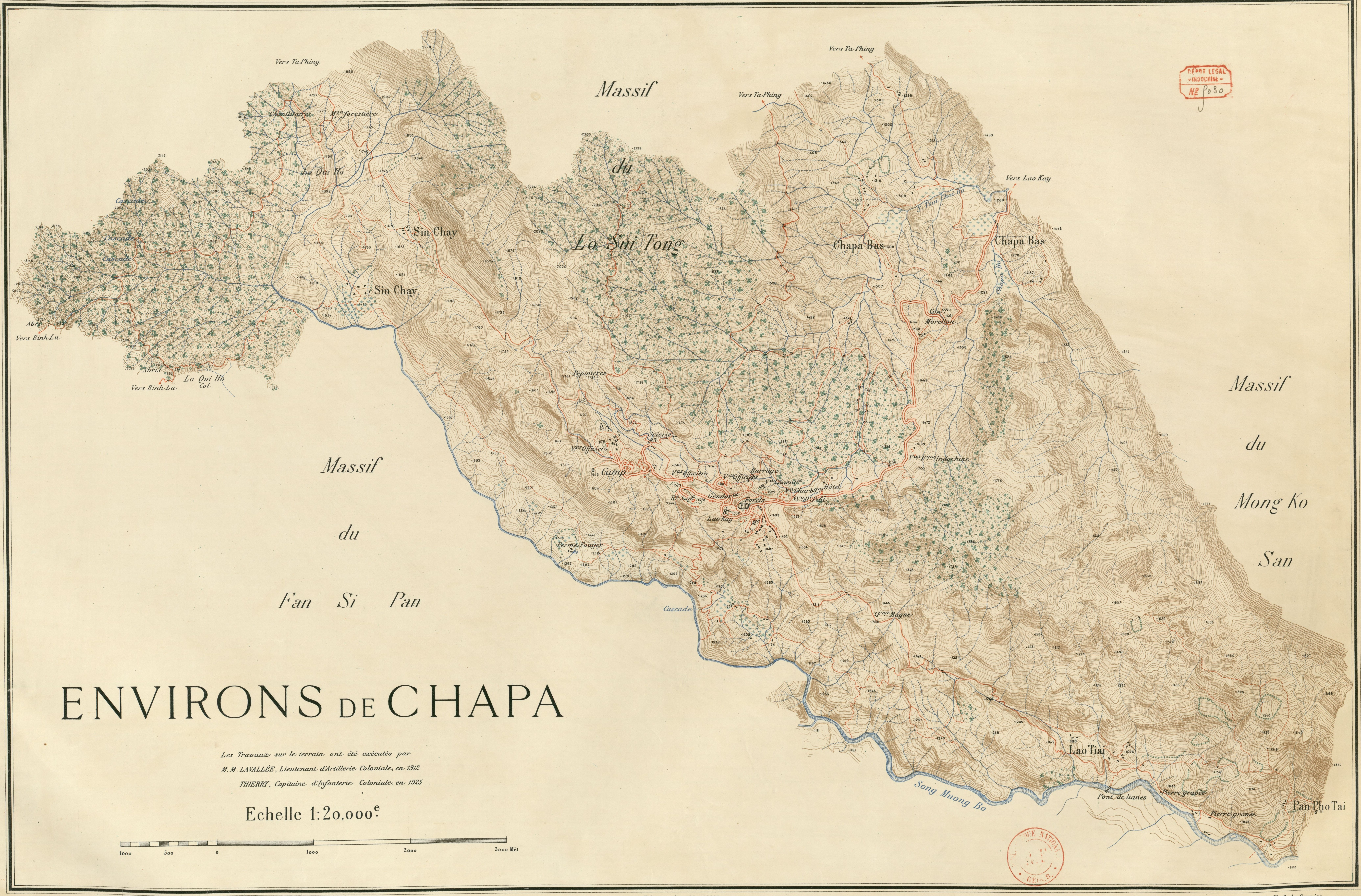
Carte des environs de Chapa (Sapa ou Sa Pa) vers 1920

Au cours de la décennie 1910, la notoriété de Sa Pa en tant que station d’altitude pour les Français de Hanoï va grandissante. Des douzaines de villas privées ou de fonction furent édifiées durant les trois décennies qui suivirent et bon nombre de Kinh furent amenés sur le site pour travailler à leur construction et pour assurer les services de base. La main-d’œuvre non spécialisée se puisait à même la vaste population montagnarde locale, principalement parmi les Hmong de la demi-douzaine de hameaux situés aux alentours immédiats de la station. 
On ne sait pas à quel moment exactement – ce fut probablement dès l’installation du poste militaire – un lieu fut spécifiquement désigné dans le nouveau bourg de Sa Pa même pour accueillir le marché de la région. Il fut installé où se trouve aujourd’hui le marché couvert intérieur, et consistait en une simple halle ouverte sous un toit de tuiles. Dans sa périphérie immédiate poussèrent les quartiers « annamite » et chinois, tandis que les villas coloniales s'installaient tout autour.  

#### Sapa et les marchés
Les observateurs de l'époque rapportent que dès son installation, les montagnards se rendaient au marché une fois la semaine, généralement le week-end, pour y échanger les produits forestiers et fauniques, l’opium brut et le bois de cercueil, contre les ustensiles de cuisine, le sel, le fer pour la forge, l’argent pour l’orfèvrerie et les médicaments, ce tant dans les magasins autorisés pas l'État colonial que sur le marché libre. 
L’administration coloniale taxait les marchandises du commerce transfrontalier et veillait aux secteurs étatisés du commerce tels l’alcool, le sel et l’opium. Par l'intermédiaire des boutiques autorisées des Vietnamiens d’origine chinoise Alim et Macca, l’administration achetait la production locale d’opium de même que celle qui était apportée sur les lieux par les caravaniers. Cet opium brut était alors dirigé sur Hanoï et Saïgon où la Régie générale de l’opium de l’Indochine veillait à sa transformation et à sa mise en marché. 
Durant toute la durée de la présence française à Sa Pa, soit de la fin du XIXe siècle jusqu’à 1950, au moment où les dernières troupes françaises abandonnèrent le site, le marché de Sa Pa poursuivit ses activités. S’ajoutèrent à ce fonctionnement de base, à partir de 1920, deux nouveaux secteurs d’échange économique. Le premier, qui existait déjà, mais à plus petite échelle, consistait à approvisionner la station en produits agricoles et forestiers frais en réponse à la demande locale qui doublait durant la période des vacances d’été, période durant laquelle la population française se rendait à la station civile de Sa Pa pour la saison chaude. L’autre nouveau secteur de commerce, moins important sans doute, consistait à fournir en souvenirs et artefacts de toutes sortes, en particulier les textiles, les estivants qu’accueillaient la demi-douzaine d’hôtels et les nombreuses villas qui furent érigées durant années d’activité de la station civile. Dès le début des années 1920, les montagnards de Sa Pa furent inclus, au même titre que les attractions naturelles et l’air vivifiant, dans le discours promotionnel pour le tourisme visant la clientèle européenne du delta. 
La station d’altitude de Sa Pa connut une fin abrupte qui se produisit juste après la période de développement la plus intense que connut le bourg au début des années 1940. En effet, durant la Deuxième Guerre mondiale, l’impossibilité de rentrer dans la métropole força les colons, marchands et administrateurs français à prendre leurs vacances en Indochine, causant une demande accrue pour les séjours d’été dans toutes les stations d’altitude. Les projets de développement des infrastructures se multiplient, de nouvelles concessions sont accordées pour la construction de villas. La population s’en trouva augmentée d’autant, non seulement l’été avec les estivants plus nombreux, mais également durant le reste de l’année en raison de l’arrivée de centaines de réfugiés fuyant la révolution en Chine. 

#### Sapa victime des conflits
Ce second souffle donné à la station s’interrompit brutalement et définitivement avec l'arrivée des Japonais à la suite du coup de force de mars 1945, aussitôt suivie de l'occupation des forces chinoises républicaines en 1945-1946, deux épisodes violents ayant marqué la mémoire des résidents de Sa Pa. Puis vint la guerre d’indépendance en décembre 1946. Après que les civils et militaires français eurent quitté la station pour se replier sur Hanoï fin 1946 et début 1947, les partisans nationalistes sur place, répondant à l’appel du président Hô Chi Minh, s’affairèrent de janvier à juin 1947 à détruire les infrastructures et les bâtiments coloniaux qui auraient pu servir d'abri aux troupes coloniales. Ces troupes furent de retour dès le milieu de l'année 1947, mais elles se montrèrent incapables de tenir la région en dépit du soutien armé d'une partie de la population montagnarde du district. En 1950, Sa Pa est abandonnée au Việt Minh et, suivant la même logique que celle des partisans de 1947, les bombardements aériens français de 1953 terminent l’œuvre de destruction. La ville en ruines, n’y restèrent que des combattants, quelques familles et les rares commerçants capables de maintenir des affaires avec les montagnards des hameaux avoisinants qui, eux, étaient toujours là.

## Sa Pa socialiste

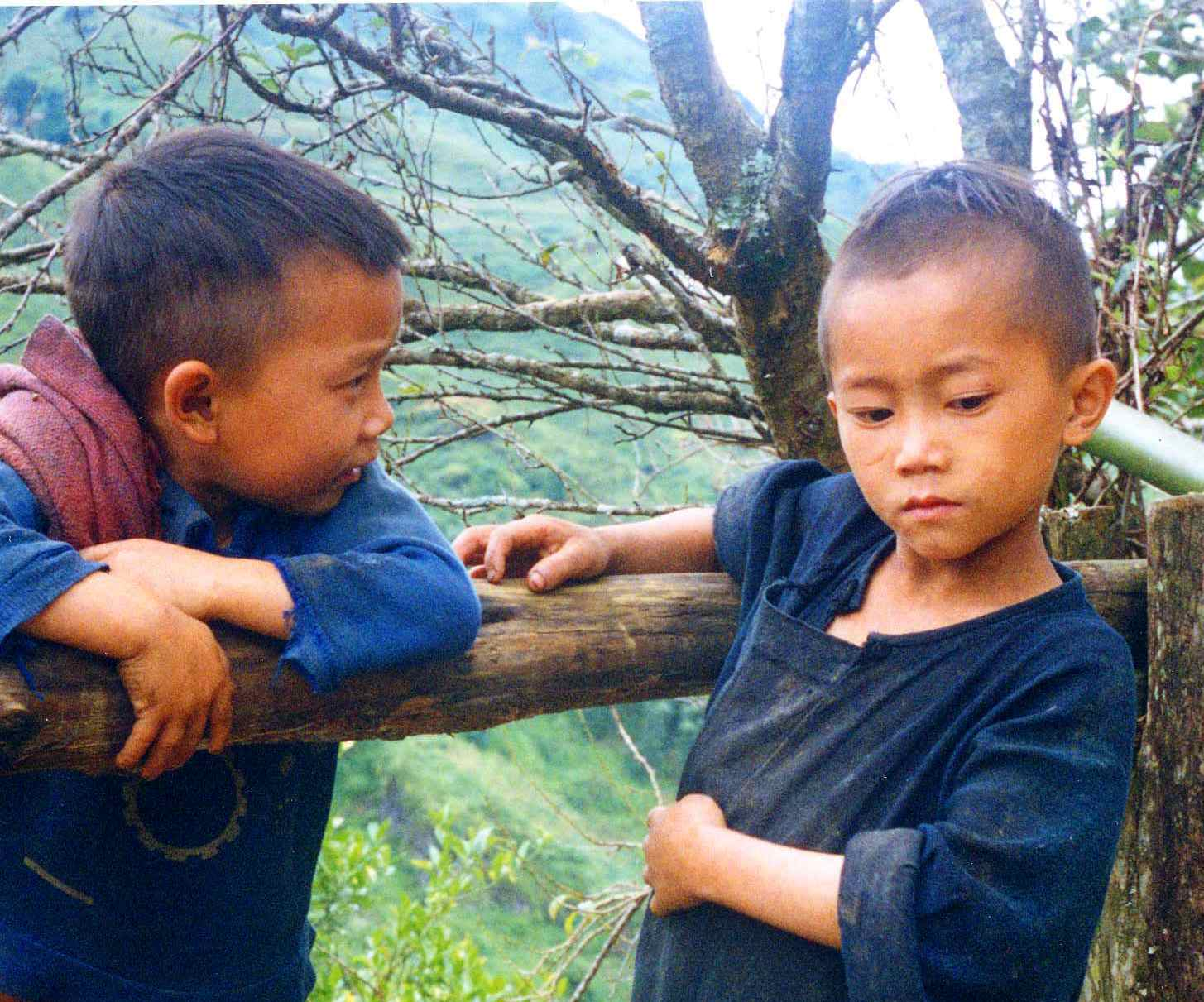
Enfants hmongs à Sa Pa (Viêt Nam), 1993.

Ces montagnards firent preuve de flexibilité en retournant sans crise apparente à une économie fondée sur la subsistance avec peu d’apports des basses-terres. À la fin des années 1950, un petit nombre d’anciens résidents kinh et chinois de Sa Pa qui avaient dû fuir l’état de guerre reçurent la permission de revenir chez eux. Un bon nombre de migrants additionnels arrivèrent ensuite à l'instigation du programme des « nouvelles zones économiques » mis en route par le Parti communiste pour occuper et peupler les régions frontalières tout en contribuant à soulager la pression démographique dans le delta. Ces nouveaux arrivants, pratiquement tous des Kinh, rétablirent une relation relativement paisible avec les groupes montagnards qui, bien que surclassant les Kinh en nombre dans une proportion de neuf contre un dans ce district, jugèrent plus sage de s’en tenir à une politique de non-affrontement. La colonisation interne et la collectivisation de l'économie étant à l’ordre du jour dans toute la République démocratique du Viêt Nam, les terres se trouvèrent saisies par l’État et remises aux coopératives agricoles tandis que les prestations de travail contre rétribution ne se firent plus que dans le cadre de coopératives de travail. 
Les montagnards de Sa Pa se plièrent docilement aux changements démographiques, politiques et économiques des années socialistes. Les produits qui leur étaient nécessaires tels le sel et les métaux étaient de nouveau disponibles au magasin d’État. 

### L'opium
L’opium produit localement était apporté à ce même magasin et échangé contre des produits industriels, de l’alcool ou des tickets pour le riz et la viande, tandis que les légumes et produits forestiers s’échangeaient librement sur le site de l'ancien marché colonial de Sa Pa, maintenant rétabli à cette fin.
Des années 1960 jusqu’au début des années 1990, la principale contribution en produits des montagnards à l’économie locale collectivisée – l’opium étant emporté par l'État hors de la région – fut le riz. Le montagnard désirant vendre sa force de travail était également en mesure de se trouver une place au sein de la coopérative forestière, qui assurait l’approvisionnement local en bois d’œuvre et à brûler. Or, les officiels vietnamiens admettent aujourd’hui que la collectivisation dans la haute-région ne fut pas un succès. Quelques effets structurants se firent tout de même sentir, notamment l’arrimage croissant de l’économie montagnarde aux marchés régional et national. Enfin, même si l’information manque pour en estimer l’importance exacte, l’on sait que la production d’opium constituait toujours une part essentielle de l’économie montagnarde, que les montagnards en étaient les seuls producteurs, et que jusqu’au début de la décennie 1980, l’État en était le seul acheteur autorisé.

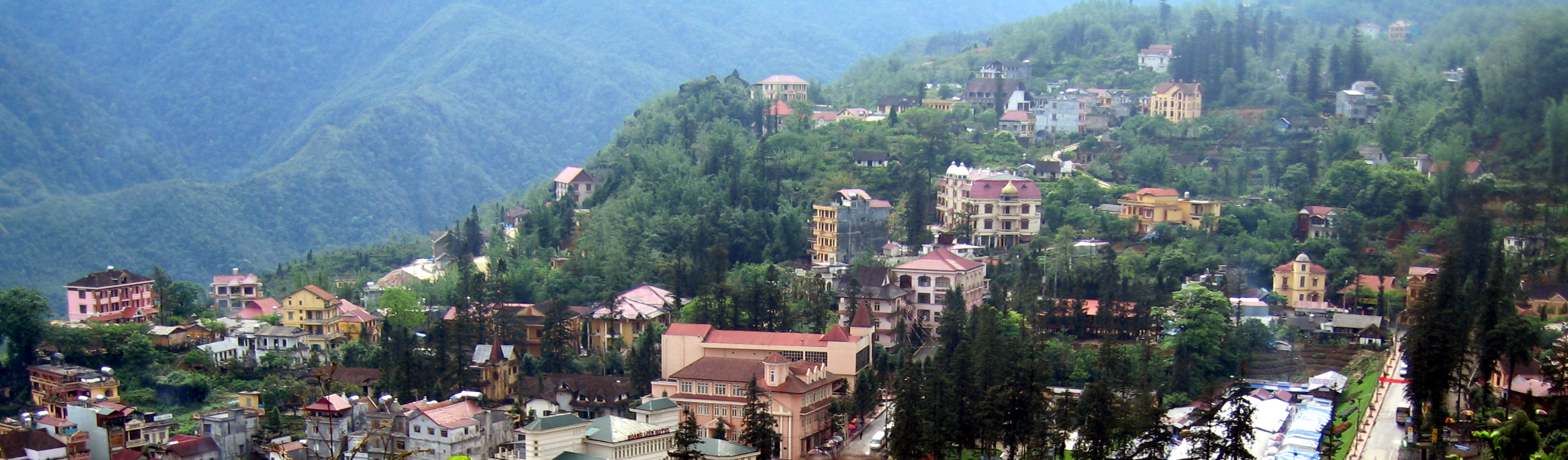
Sa Pa vue du côté de la vallée des Hmong, avec ses hôtels.

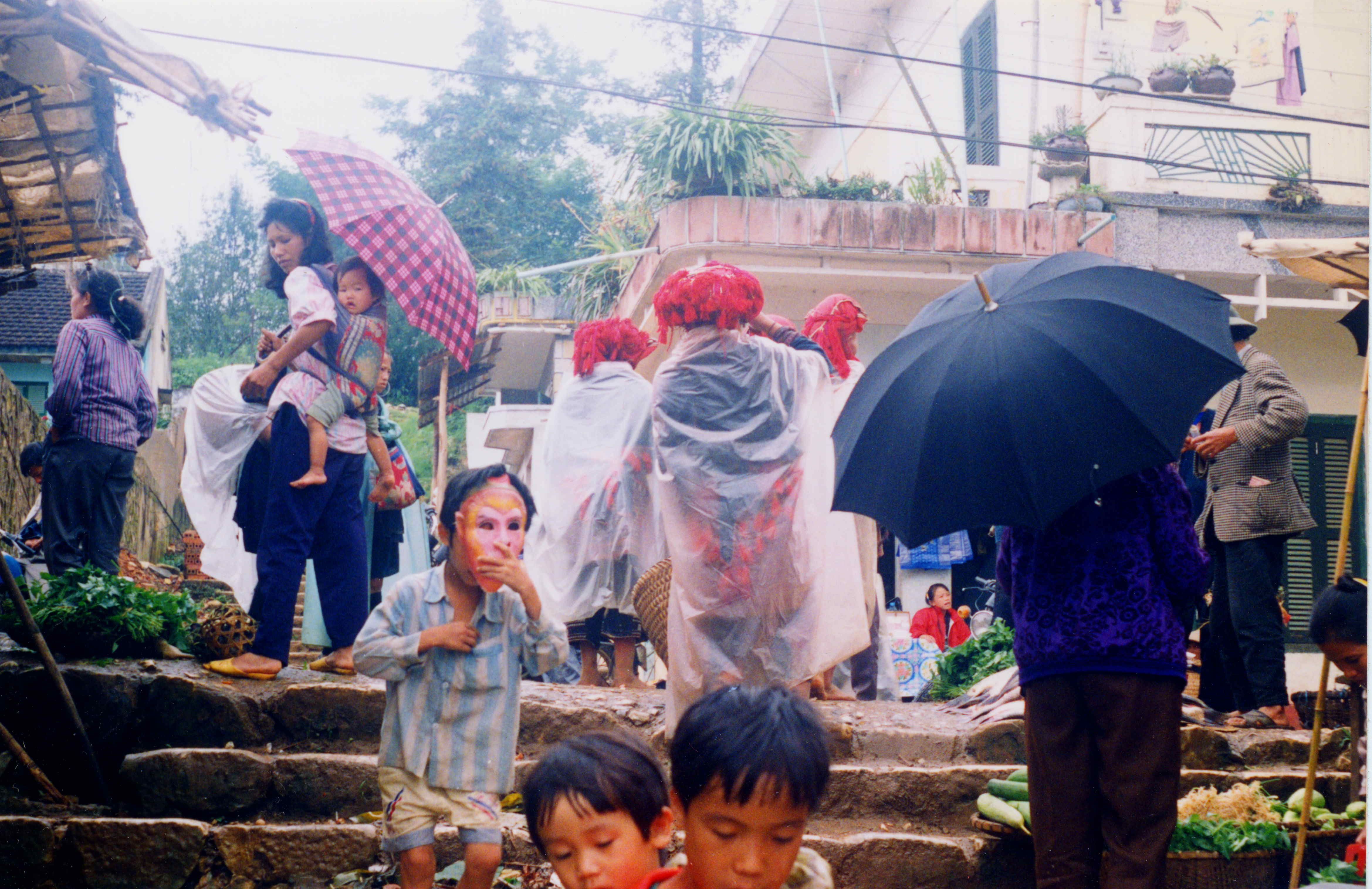
Marché de Sapa

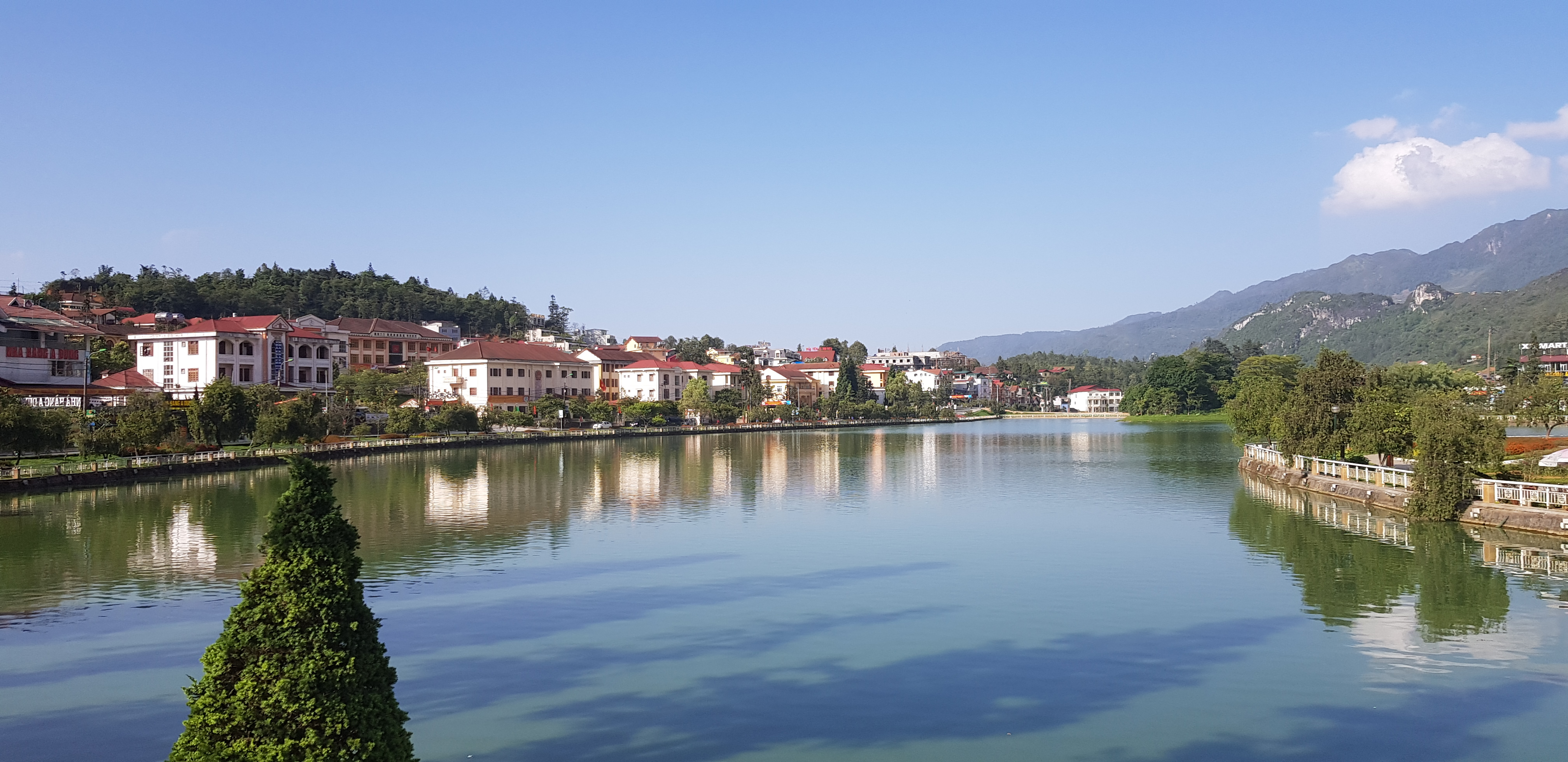
Lac artificiel de Sa Pa

les ethniLa « Rénovation » économique, ou Đổi mới, décidée à Hanoï en 1986 et mise en application par vagues successives à l'échelle de tout le pays dans les années suivantes, sonna le glas de trente années de collectivisation. À la disparition presque complète de la plupart des coopératives s’ajoutèrent bientôt deux importants développements d'envergure nationale : l’interdiction de couper la forêt pour en vendre les produits ou y dégager de nouvelles parcelles, et l’interdiction définitive de cultiver l’opium. À Sa Pa, cette nouvelle donne eut pour conséquence la réduction notable des revenus des agriculteurs montagnards, causant le quasi-effondrement de la partie commerciale de leur économie fondée, jusque-là, sur la vente de l’opium et des produits ligneux. De manière opportune, un développement soudain de la demande touristique vint alors stimuler l'économie locale et ouvrir d'énormes possibilités.

## Sa Pa touristique
En 1993, quand la haute région fut ouverte à la circulation touristique nationale et internationale pour la première fois depuis 1947, on vit se répéter, sur une échelle et à un rythme plus grands encore, une phase de développement du commerce et des infrastructures analogue à celle de l'époque coloniale. En 2006, l'affluence touristique annuelle, qui se chiffrait à quelques dizaines de fonctionnaires du Parti avant 1992, était passée à 138 622 visiteurs, les trois quarts étant d'origine vietnamienne. La demande en produits agricoles frais s'accroissant, des marchands et intermédiaires kinh s’emparèrent de ce segment du marché, mettant à profit leurs liens commerciaux avec l’extérieur. Enfin, la demande touristique en artefacts – vrais ou faux – crût de façon considérable et de nouvelles possibilités commerciales s’ouvrirent. 

### Les ethnies Kinh,  les H’Mongs, de Daos, de Dais et de Xa Pho sous une trop forte pression touristique
Les ethnies à Sapa constituent la richesse culturelles de la région.  Les kinhs, l'ethnie majoritaire au Vietnam n'est arrivée que récemment dans la région traditionnellement peuplée par les H’Mongs, de Daos, de Dais et de Xa Pho. 
Les interactions touristiques, telles qu’elles réapparaissent à Sa Pa depuis 1993, ne sont donc pas entièrement nouvelles pour les montagnards de la région. Des aînées hmong et yao autour de Sa Pa se souviennent de la présence française et des bénéfices économiques liés à cette présence. Fortes de leur expérience passée, elles savent répondre à la demande touristique actuelle en artefacts « ethniques ». Toutefois, les seules autres formes de l’activité économique liées au tourisme qui touchent les montagnards, tels l'accueil en village de groupes de trekkeurs et la représentation artistique à des fins touristiques, encore embryonnaires, relèvent souvent de l'initiative des entrepreneurs kinh de Sa Pa, ou d’ailleurs dans le pays, qui en ont le contrôle. La pression touristiques devient beaucoup trop forte à Sa Pa, c'est un phénomène inquiétant qui est susceptible de produire un déclin culturel chez les ethnies de la région,. 

### Les comités populaires
Depuis l'indépendance en 1954, le comité populaire de Sa Pa est responsable de la destinée de la ville et de son district. Le comité populaire est contrôlé par la minorité kinh du district, laquelle ne représente que 14 % de la population. Les montagnards, dont la majorité sont analphabètes et dont beaucoup, notamment les femmes, ne parlent pas le vietnamien, n’ont que nominalement voix au chapitre des décisions locales par l'entremise de leurs « représentants » de l’appareil étatique, tous accrédités par le Parti. Ce comité populaire, dopé par le récent boom touristique et supporté par les instances provinciales et nationales, promeut un développement économique fondé sur le tourisme de masse et la croissance économique rapide, comme en témoignent la construction de toutes pièces, ces dernières années, d'un quartier officiel centré sur un grand lac artificiel ceinturé de dizaines de bâtiments de fonction. Le rôle réservé aux montagnards dans cette équation reste largement confiné à celui d'une simple attraction colorée.

## Sources
- Michaud J., S.Turner, 2006 Contending Visions of a Hill-Station in Vietnam. Annals of Tourism Research. 33(3): 785-808.
- Michaud J., S. Turner, 2003 Tribulations d’un marché de montagne du Nord-Vietnam: Sa Pa, province de Lào Cai. Études rurales. no 165-166: 53-80, janvier-juin.
- « Énigmatiques pétroglyphes de Sapa » in Archéologia, no 458, p. 66 à 70